# Ivan Marinček
Ivan Andrej Marinček - Žan, slovenski filmski snemalec, * 25. oktober 1922, Nova vas pri Ptuju, † 14. december 2020, Ljubljana.
Bil je pionir slovenskega filma, snemalec, montažer in direktor fotografije. 

## Šola
Osnovno šolo in nižjo gimnazijo je obiskoval na Ptuju, nato pa so se z družino preselili v Novo mesto, kjer je leta 1940 dokončal višjo gimnazijo ter maturiral. Na gimnaziji se je seznanil z Dušanom Povhom, kasnejšim filmskim montažerjem, scenaristom in režiserjem, s katerim sta bila vseskozi poklicno povezana. Šolanje je nadaljeval na strojnem oddelku Tehniške fakultete v Ljubljani, a so fakulteto v času vojne, leta 1941, zaprli. Kasneje se je filmsko izpopolnjeval v Pragi in Parizu. 

## Delo
Ivan Marinček – Žan je gradil temelje slovenske kinematografije. Snemal je kratke, celovečerne in dokumentarne filme. Med drugo svetovno vojno je deloval v OF, nekaj časa tudi kot radiotehnik v radio delavnicah Glavnega štaba Slovenije. Takoj po osvoboditvi leta 1945 je bil med ustanovitelji Filmskega podjetja DFJ, podružnice za Slovenijo. Za filmski obzornik je zasnoval prispevek o tonskem mojstru in inovatorju Rudiju Omoti ter njegovi tonski aparaturi, ki jo je razvil s svojimi sodelavci. Za ta prispevek je Marinček dal idejo, razvil filmski trak, ga zmontiral in kot spiker komentiral. Njegova žena ga je spremljala na klavirju. Njegovo prvo samostojno delo je bil filmski zapis kongresa Protifašistične fronte žensk (AFŽ) leta 1945 v Ljubljani. Nato je od leta 1947 snemal in veliko tudi montiral Filmske novice, zlasti Obzornik, leta 1948 pa je posnel prvi slovenski celovečerni film Na svoji zemlji. Po letu 1951 je deloval v Društvu slovenskih filmskih delavcev in v Zvezi filmskih delavcev Jugoslavije. Bil je direktor fotografije prvega slovenskega dokumentarnega filma v formatu cinemaskope Štehvanje (1959), prvega slovenskega kratkega barvnega filma Ob žici okupirane Ljubljane (1959), prvega slovenskega celovečernega barvnega filma Srečno, Kekec! (1963) in prvega slovenskega barvnega filma v formatu cinemaskope  Amandus (1966). Sodeloval je pri dveh filmih v Bosni in Hercegovini, in sicer Tuja zemlja (Tuđa zemlja, 1957) in Vrnil se bom (Vratiću se, 1957), v Makedoniji Volčja noč (Volča noć, 1955) in Viza zla (Viza na zloto, 1959), ter na Hrvaškem Deveti krog (Deveti krug, 1960). Kot direktor fotografije in montažer je sodeloval pri slovenskih celovečernih filmih Kekec (1951), Jara gospoda (1953), Deveti krog (1960), Ne joči, Peter (1964), To so gadi (1977) in mnogih drugih. Upokojil se je leta 1975, a je bil dejaven tudi po upokojitvi.

## Filmografija
- Filmske novice 3 (1945)
- Filmski obzornik avgust 1946 (1946)
- Vojni zločinci bodo kaznovani (Kratek dokumentarec) (1946)
- Mladina gradi (Kratek dokumentarec) (1946)
- Na svoji zemlji (1948)
- Kekec (1951)
- Svet na Kajžarju (1952)
- Dalmatinska svatba, Einmal Kehr’ Ich Wieder (1953)
- V začetku je bil greh (1954)
- Jara gospoda (1953)
- Trenutki odločitve (1955)
- Tri zgodbe (segment 1 Slovo Andreja Vitušnika) (1955)
- VOS, televizijska nanizanka (1957)
- Ko pride ljubezen (1957)
- Vrnil se bom (1957)
- Tudja zemlja (1957)
- Štehvanje (1959)
- Ob žici okupirane Ljubljane (1959)
- Viza zla, Viza na zloto (1959)
- Veselica (1960)
- Deveti krog (1960)
- Dva ali Dvoje ali And Love Has Vanished (1961)
- Tistega lepega dne (1962)
- Srečno, Kekec! (1963)
- Ne joči Peter (1964)
- Zarota (1964)
- Piran (Kratek dokumentarec) (1965)
- Amandus (1966)
- La kermesse des brigands (TV serija) (1968)
- Čovečija ribica u Postojni (Kratek dokumentarec) (1969)
- Common National Defence in Bela Krajina (Dokumentarec) (1972)
- Pomlad ob žici (Kratek dokumentarec) (1972)
- Mladost na stopnicah (Mladinska nadaljevanka) (1973)
- To so gadi (1977)
- Slovo (Kratek dokumentarec) (1981)
- Delež LUZ-a v razvoju Ljubljane v zadnjih 25-ih letih (Kratek dokumentarec) (1985)